# Comuna de Nałęczów
Nałęczów (polaco: Gmina Nałęczów) é uma gminy (comuna) na Polónia, na voivodia de Lublin e no condado de Puławski. A sede do condado é a cidade de Nałęczów.
De acordo com os censos de 2004, a comuna tem 9549 habitantes, com uma densidade 151,9 hab/km².

## Área
Estende-se por uma área de 62,86 km², incluindo:
- área agricola: 82%
- área florestal: 7%

## Demografia
Dados de 30 de Junho 2004:
|                      | Total   | Total | Mulheres | Mulheres | Homens  | Homens |
| -------------------- | ------- | ----- | -------- | -------- | ------- | ------ |
|                      | pessoas | %     | pessoas  | %        | pessoas | %      |
| População            | 9549    | 100   | 5096     | 53,4     | 4453    | 46,6   |
| Densidade (pop./km²) | 151,9   | 100   | 81,1     | 81,1     | 70,8    | 70,8   |

De acordo com dados de 2002, o rendimento médio per capita ascendia a 1867,4 zł.

## Comunas vizinhas
- Garbów, Jastków, Kurów, Markuszów, Wąwolnica, Wojciechów